# Royal Air Maroc
Royal Air Maroc, zkráceně jako RAM, je marockým národním dopravcem a také největší leteckou společností zemi. Od roku 2020 je tato společnost členem letecké aliance Oneworld.
Ze své základny na mezinárodním letišti Mohammeda V. v Casablance provozuje dopravce jak domácí lety po Maroku, tak pravidelné mezinárodní lety do Afriky, Asie, Evropy a Severní a Jižní Ameriky a příležitostné charterové lety, během období hadždž do Džiddy.

## Destinace
Společnost Royal Air Maroc obsluhovala v prosinci 2022 16 vnitrostátních destinací a 71 mezinárodních destinací ve 45 zemích.

### Codeshare
Společnost Royal Air Maroc má tzv. codeshare dohodu a provozuje v současnosti společné lety s dalšími leteckými společnostmi:
| - American Airlines - Brussels Airlines - British Airways - Etihad Airways - Iberia - ITA Airways - JetBlue - Kenya Airways | - Qatar Airways - S7 Airlines - Saudia - TAAG Angola Airlines - Turkish Airlines |

## Flotila

### Aktuální flotila
| Osobní flotila    | Osobní flotila | Osobní flotila | Osobní flotila | Osobní flotila | Osobní flotila | Osobní flotila                                  |
| Letadlo           | V Provozu      | Objednáno      | Cestující      | Cestující      | Cestující      | Poznámka                                        |
| Letadlo           | V Provozu      | Objednáno      | C              | Y              | Celkově        | Poznámka                                        |
| ----------------- | -------------- | -------------- | -------------- | -------------- | -------------- | ----------------------------------------------- |
| ATR 72-600        | 6              | —              | 12             | 58             | 70             | Provozováno společností Royal Air Maroc Express |
| Boeing 737-800    | 30             | —              | 12             | 147            | 159            |                                                 |
| Boeing 737 MAX 8  | 2              | —              | 12             | 144            | 156            | 2 objednávky letadel byly zrušeny.              |
| Boeing 787-8      | 5              | —              | 18             | 256            | 274            |                                                 |
| Boeing 787-9      | 4              | —              | 26             | 276            | 302            |                                                 |
| Embraer 190       | 4              | —              | 12             | 84             | 98             |                                                 |
| Nákladní flotila  |                |                |                |                |                |                                                 |
| Boeing 767-300BCF | 1              | —              | Náklad         | Náklad         | Náklad         |                                                 |
| Celek             | 52             | —              |                |                |                |                                                 |

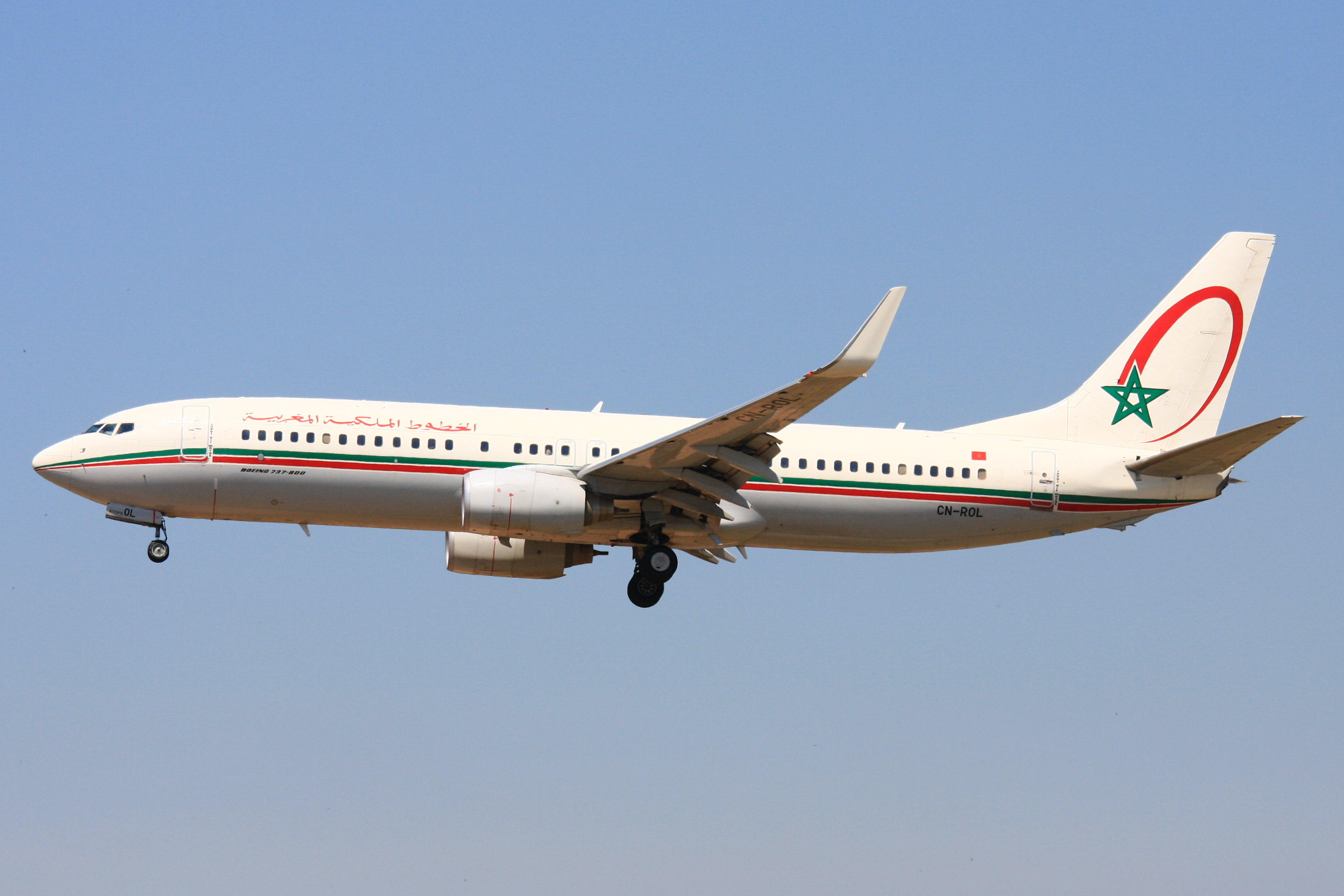
Boeing 737-800 Royal Air Maroc ve starých barvách.
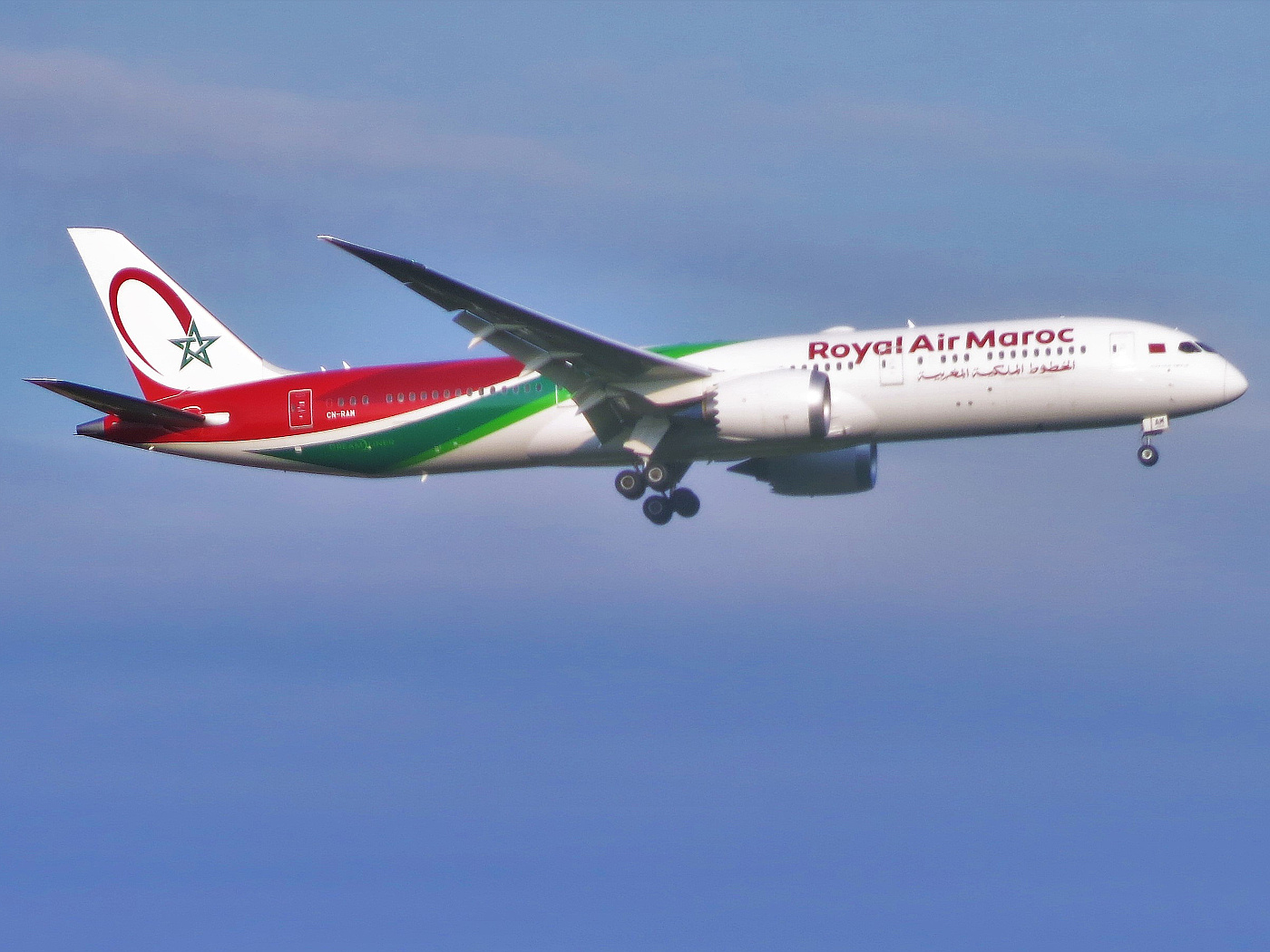
Royal Air Maroc Boeing 787-9 v nových barvách.
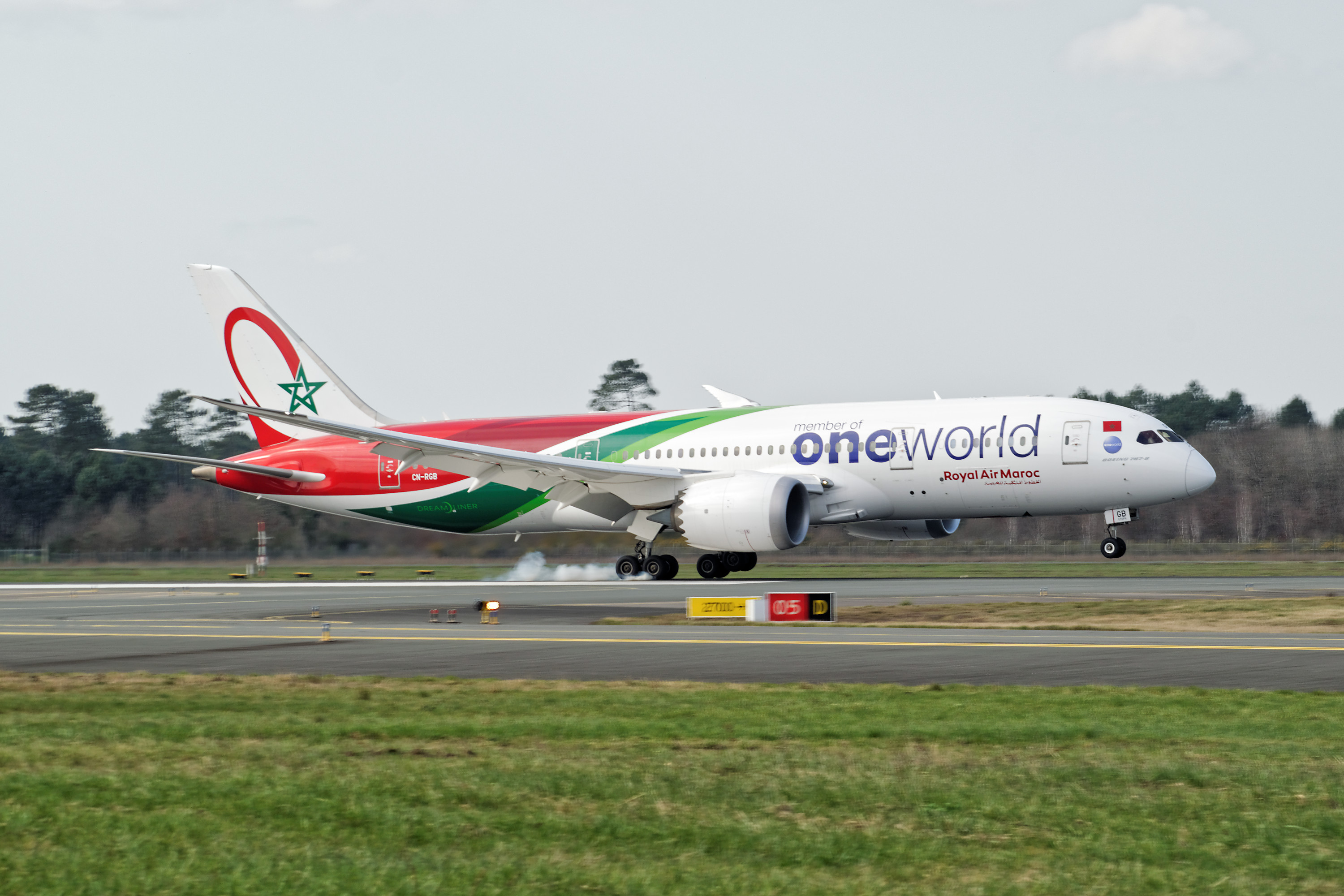
Royal Air Maroc Boeing 787-8 v barvách Oneworld.
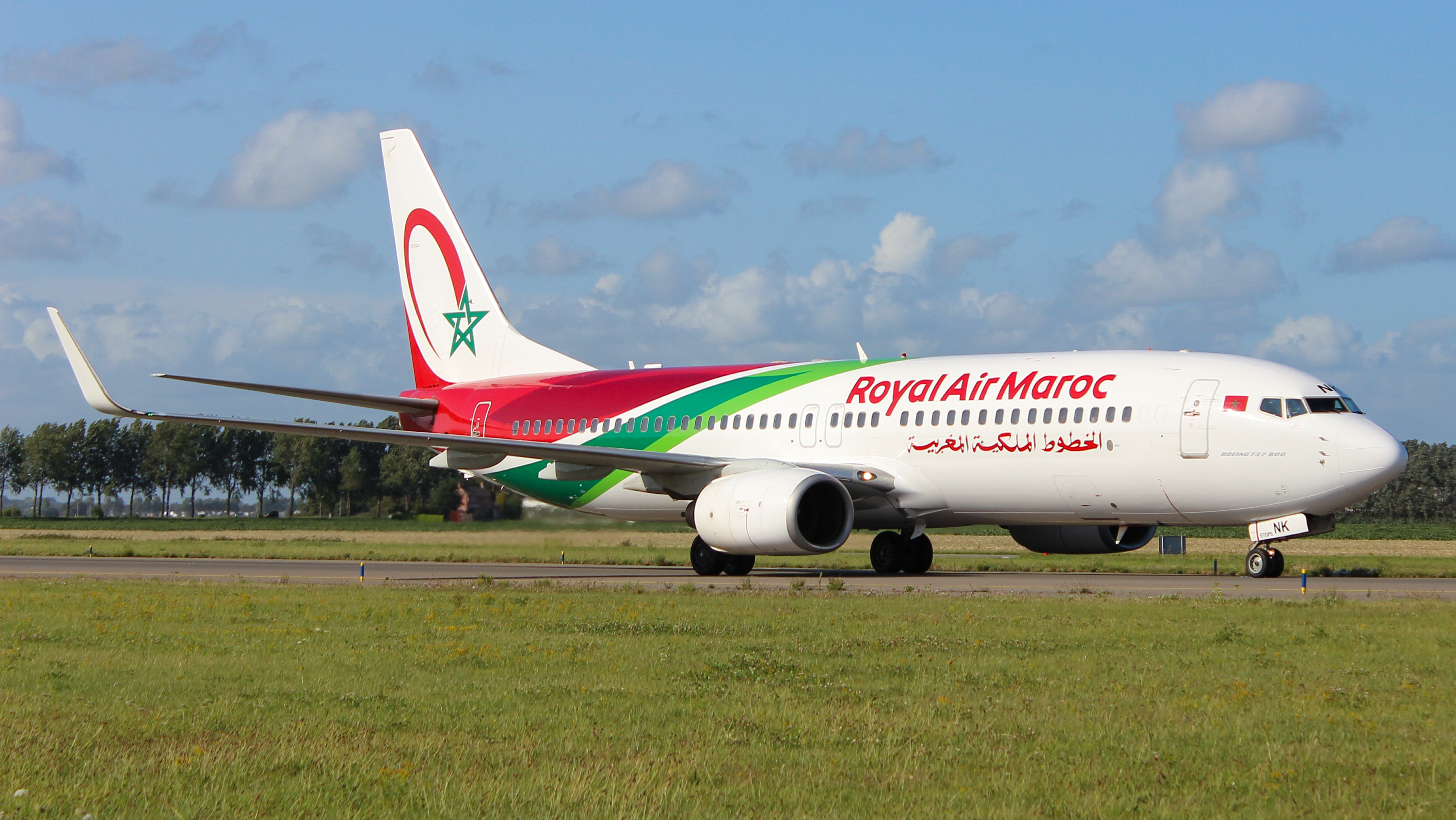
Boeing 737-800 v nových barvách.

### Dříve provozované
Během své historie dopravce provozoval následující stroje:
| - Airbus A310-300 - Airbus A321-200 - Airbus A330-200 - ATR-42-300 - Boeing 707-120B - Boeing 707-320 - Boeing 707-320B | - Boeing 707-320C - Boeing 720B - Boeing 727-200 - Boeing 737-200 - Boeing 737-200C - Boeing 737-300F - Boeing 737-400 | - Boeing 737-700 - Boeing 737-500 - Boeing 747-100 - Boeing 747-200B - Boeing 747-300 - Boeing 747-400 - Boeing 747SP | - Boeing 757-200 - Boeing 767-300ER - Britannia 300 - Caravelle III - Caravelle VI-R - Douglas C-47 - Douglas C-47A | - Embraer E-190-100LR - Douglas C-54A - Douglas C-54B - Fokker 100 - L-749 Constellation |

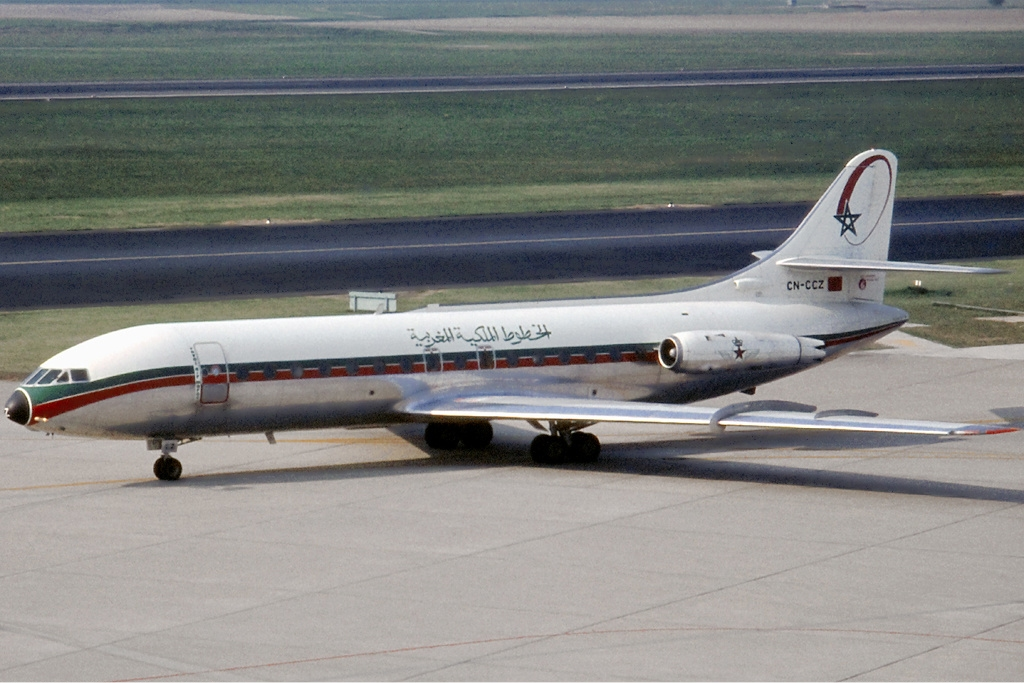
Letadlo Caravelle na letišti v Düsseldorfu v roce 1973. Dopravce objednal své první dva letouny tohoto typu v roce 1958.
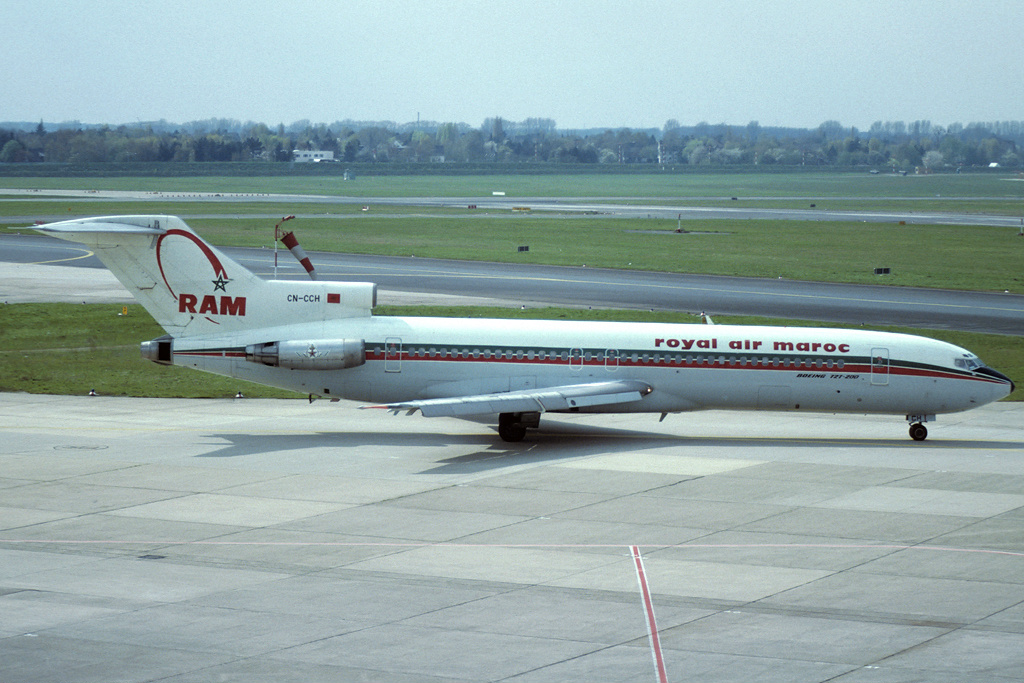
Boeing 727-200 Advanced společnosti Royal Air Maroc na letišti v Düsseldorfu v roce 1993.
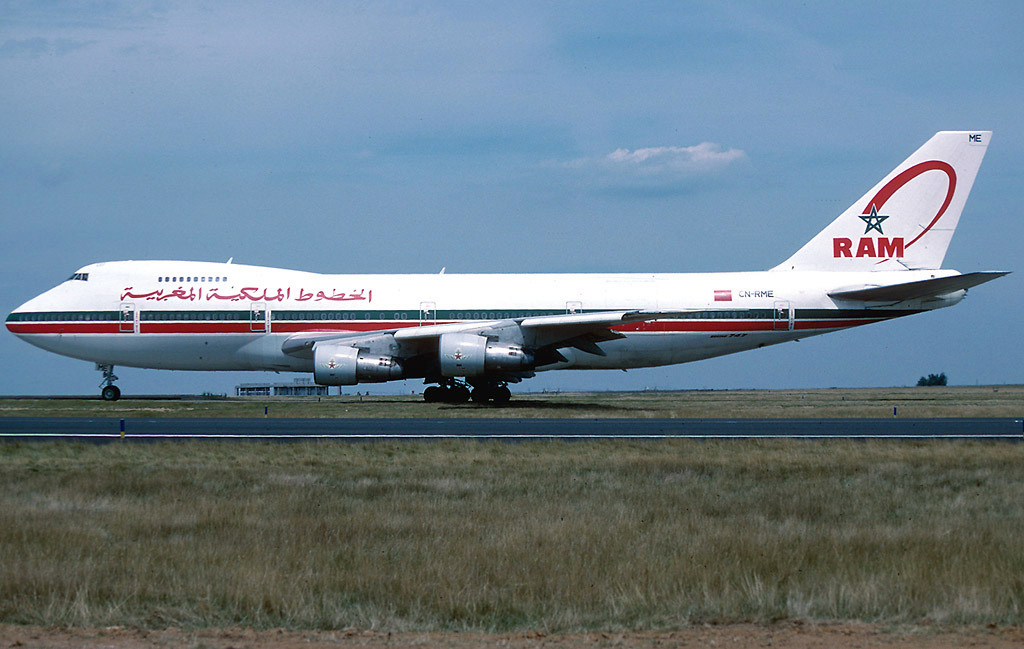
Boeing 747-200B společnosti Royal Air Maroc na letišti Charlese de Gaulla v roce 1996.

## Incidenty a nehody

### Smrtelné nehody
- 1. dubna 1970: Caravelle III, registrace CN-CCV, letící na letu Agadir-Casablanca-Paříž, havaroval při přiblížení k letišti v Casablance. Z 82 lidí na palubě jich 61 zahynulo.[10]
- 22. prosince 1973: pronajatý Caravelle VIN, registrace OO-SRD na letu Paříž-Tangier-Casablanca, narazil do hornatého terénu asi 40 kilometrů od Letiště Tangier při přiblížení. Všech 106 cestujících a členů posádky zemřelo.
- 21. srpna 1994: ATR 42-300 registrace CN-CDT na domácí trase Agadir-Casablanca narazi krátce po vzletu z Agadiru do okolních hor. Vyšetřovatelé dospěli k závěru, že pilot úmyslně vypnul autopilota a nasměroval letadlo do země. Zahynulo všech 44 cestujících a členů posádky.